# Birendra

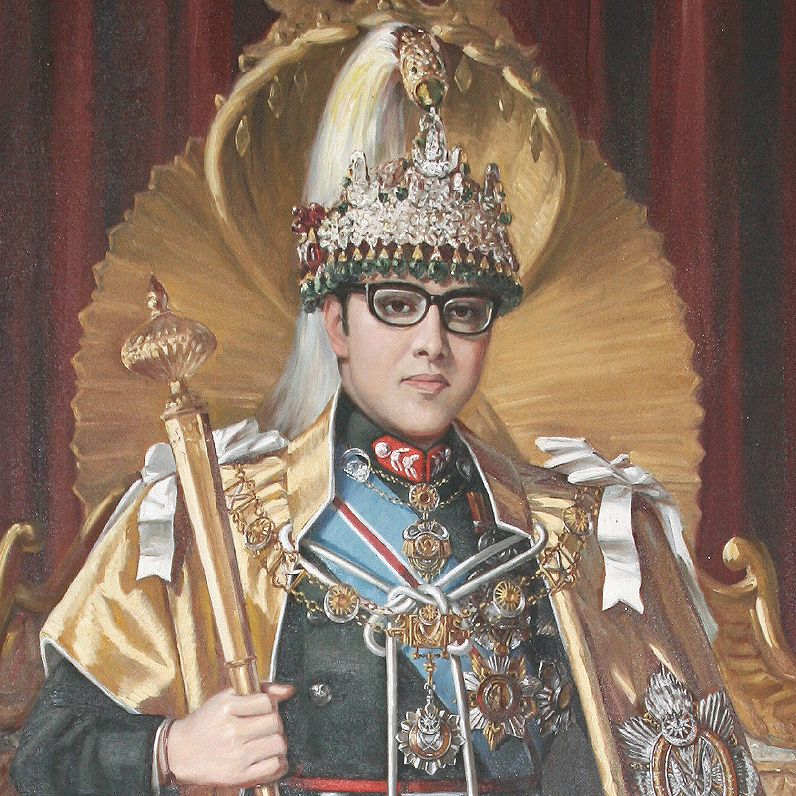
Birendra Bir Bikram Shah

Birendra Bir Bikram Shah Dev (Kathmandu, 28 december 1945 - aldaar, 1 juni 2001), was van 1972 tot 2001 koning van Nepal.
Birendra volgde universitaire opleidingen aan Eton College en de Harvard-universiteit. Hij bezocht voor zijn koningschap veel landen. In 1965 woonde hij een conferentie van de Organisatie van Niet-gebonden Landen bij.
Zijn vader, koning Mahendra, overleed 31 januari 1972 op 51-jarige leeftijd aan een hartaanval. Direct daarna werd Birendra tot koning uitgeroepen. Birendra was van 1972 tot 1990 absoluut monarch onder het Panchayat-model, waarbij de koning 85% van de parlementsleden benoemde. Als gevolg van een volksopstand in 1990, de zogenaamde Jana Mocha, schafte hij het Panchayat-model af en voerde een democratische grondwet in. De koning benoemde daarna Krishna Prasad Bhattarai van de Nepalese Congrespartij tot minister-president. Bij de eerste vrije verkiezingen van 1991 behaalde de Congrespartij een overgrote meerderheid. 
In 1996 kwam de Communistische Partij van Nepal (Maoïstisch) in opstand tegen de koning en diens regering, vanwege het uitblijven van sociale hervormingen en het feit dat de maoïsten waren uitgesloten van verkiezingsdeelname. Sindsdien heerst er burgeroorlog in Nepal. Deze onrust werd alleen maar groter toen kroonprins Dipendra op 1 juni 2001 zijn vader en zijn moeder (koningin Aiswarya), alsmede andere leden van het koninklijk huis en de adel doodschoot.